# 三木武吉
三木武吉（日语：三木 武吉/みき ぶきち，1884年8月15日—1956年7月4日），日本的政治家，鳩山一郎的盟友。是自由民主党總裁。